# Salem (Ohio)
Pour les articles homonymes, voir Salem.
Salem est une localité des comtés de Columbiana et Mahoning, dans l’Ohio, aux États-Unis.